# Cerithidea montagnei
Cerithidea montagnei är en snäckart som först beskrevs av Orbigny 1837.  Cerithidea montagnei ingår i släktet Cerithidea och familjen Potamididae. Inga underarter finns listade i Catalogue of Life.